# Anthony Perez
Anthony Perez (* 22. April 1991 in Toulouse) ist ein französischer Radrennfahrer.

## Sportlicher Werdegang
Perez schloss sich in der Saison 2016 dem damaligen Professional Continental Team Cofidis an, das 2020 eine Lizenz als UCI WorldTeam erhielt. Bei der Luxemburg-Rundfahrt 2017 gelang ihm als Sieger der dritten Etappe sein erster internationaler Erfolg, und er konnte die Rundfahrt als Dritter der Gesamtwertung abschließen. Im selben Jahr nahm er mit der Vuelta a España 2017 erstmals an einer Grand Tour teil. Im Herbst gewann er noch eine Etappe der Tour du Languedoc-Roussillon. 
Im Jahr 2018 konnte Perez neuerlich eine Etappe der Luxemburg-Rundfahrt gewinnen. 2020 gewann er eine Etappe der Tour des Alpes-Maritimes et du Var und 2021 die Bergwertung des WorldTour-Rennens Paris–Nizza. 2022 entschied er die Classic Loire-Atlantique für sich.

## Erfolge
2017
- eine Etappe Luxemburg-Rundfahrt
- eine Etappe und Punktewertung Tour du Languedoc-Roussillon

2018
- Bergwertung Route d’Occitanie
- eine Etappe Luxemburg-Rundfahrt

2020
- eine Etappe Tour des Alpes-Maritimes et du Var

2021
- Bergwertung Paris–Nizza

2022
- Classic Loire-Atlantique

## Grand-Tour-Platzierungen
| Grand Tour            | 2017 | 2018 | 2019 | 2020 | 2021 | 2022 | 2023 | 2024 |
| --------------------- | ---- | ---- | ---- | ---- | ---- | ---- | ---- | ---- |
| Giro d’ItaliaGiro     | –    | –    | –    | –    | –    | 88   | –    | –    |
| Tour de FranceTour    | –    | 85   | 87   | DNF  | 86   | 83   | DNF  | –    |
| Vuelta a EspañaVuelta | 80   | –    | –    | –    | –    | –    | –    | –    |